# Yolande Plancke

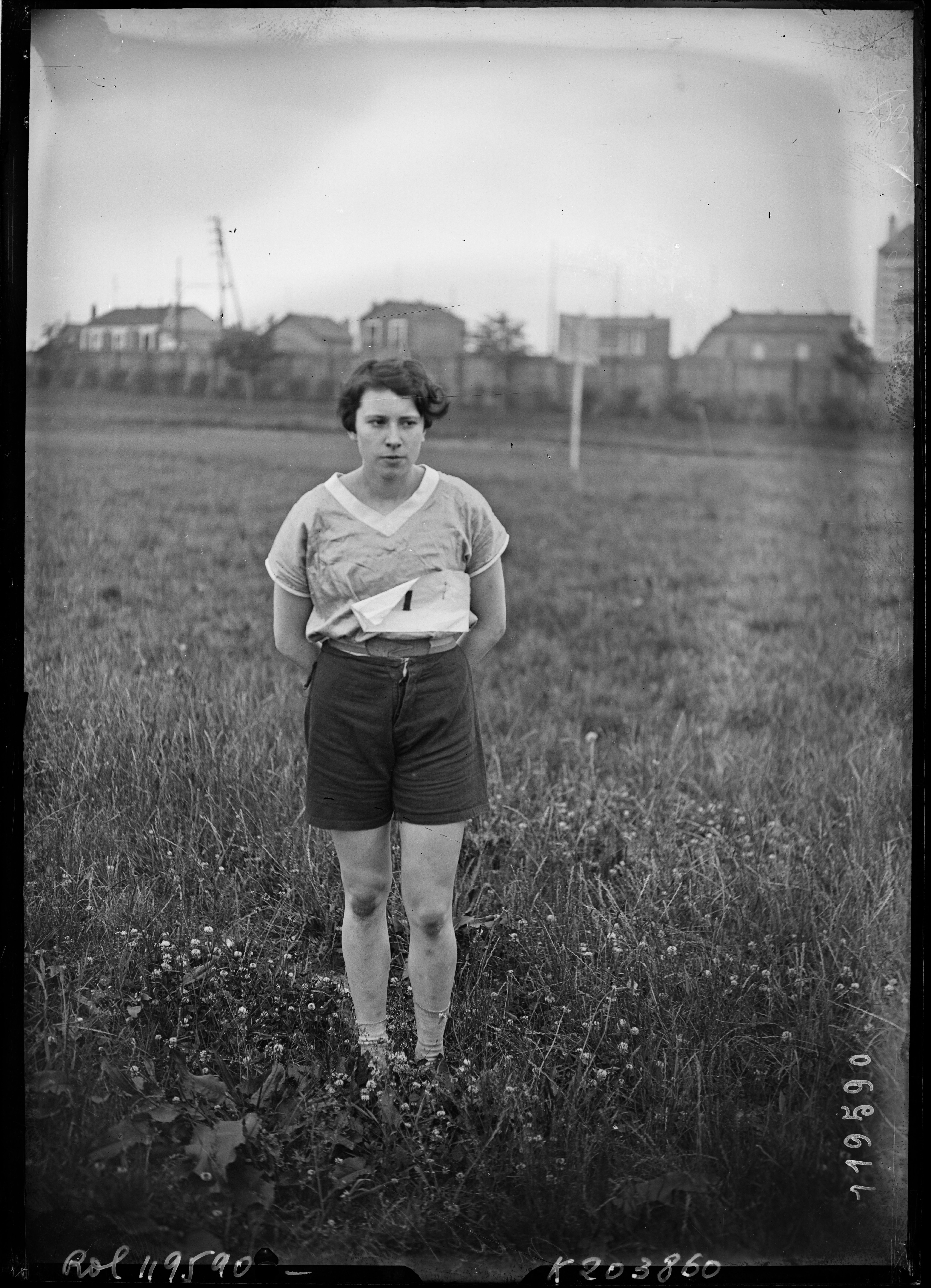
Yolande Plancke, 1927

Yolande Gabrielle Hermance Plancke (* 22. Juli 1908 in Comines; † 3. Mai 1991 in Montmorency) war eine französische Sprinterin.
Bei den Olympischen Spielen 1928 wurde sie Vierte in der 4-mal-100-Meter-Staffel und schied über 100 m im Vorlauf aus.